# Corcyra
Corcyra é um gênero de mariposa pertencente à família Crambidae.